# یوتسا
یوتسا شهری در ناحیه فنلاند مرکزی کشور فنلاند است. در سال ۲۰۱۳ این شهر حدود ۵۰۰۰ نفر جمعیت داشت. 